# Diferenciace produktu
Diferenciace produktu znamená využití rozdílné vlastnosti, kvality nebo image ať už fyzické nebo psychologické povahy, což odliší produkt od těch, které nabízejí konkurenti. Diferenciace je zaměřena na vytvoření jedinečné nabídky u určitého druhu produktu.
Diferenciaci produktu můžeme rozlišit na diferenciaci výrobkovou a diferenciaci služeb, přičemž u obou platí, že existují produkty, které diferenciaci téměř neumožňují a naopak produkty, které si již bez velké diferenciace neumíme ani představit (např. automobily).

## Výrobková diferenciace
Výrobková diferenciace je orientovaná na tvorbu takových předností, které umožní prostřednictvím charakteristického výrobku uspokojit různé požadavky od zákazníků. U jednotlivých podniků je pak stupeň uspokojení potřeb odlišný. Kotler a Keller rozdělují výrobkovou diferenciaci do několika skupin:
- Forma
- Vlastnosti
- Kvalita výkonu
- Kvalita shody
- Trvanlivost
- Spolehlivost
- Opravitelnost
- Styl
- Design

### Horizontální diferenciace
O horizontální diferenciaci mluvíme v případě, kdy ve snaze o uspokojení preferencí určité skupiny spotřebitelů dochází ke změně mixu atributů určitého produktu. Při horizontální diferenciaci si vyžaduje výroba jednotlivých produktů stejné množství vstupů, přičemž výsledné produkty se liší svým designem. Příkladem může být skupina standardních televizních přijímačů stejné cenové kategorie. V obecné rovině jsou všechny určeny produkty ke stejnému účelu, ovšem jejich design se může lišit, jednotlivé značky mají někde něco navíc a jinde jim zase něco chybí. Jiným příkladem může být jedna značka určité automobilky, kdy jsou auta vyráběna v různých barevných provedeních.

### Vertikální diferenciace
O vertikální diferenciaci mluvíme v případě, kdy se jedná o skupinu produktů, které je možné seřadit podle rozdílné kvality, například spolehlivosti nebo bezpečnosti, na nichž se většina spotřebitelů shodne. Lepší výrobek obvykle vyžaduje vyšší spotřebu výrobních vstupů a vyšší náklady. Příkladem mohou být různé značky automobilů u jedné automobilky, od vozů nižší třídy, přes vozy nižší střední třídy, vozy vyšší střední třídy až po luxusní automobily.

## Diferenciace služeb
Jestliže není jednoduché odlišit výrobek fyzicky, lze následně přidat k výrobku hodnotné služby a také zlepšovat jejich kvalitu.
- Snadnost objednání
- Dodání
- Instalace
- Zaškolení zákazníků
- Údržba a opravy[2]

## Kvalita, cena či servis?
Při výběru si společnosti vybírají často pouze dvě z těchto kategorií, jelikož je velice obtížné sledovat všechny tři. Například zvolíme-li si servis a kvalitu, investujeme do zaměstnanců a výroby, tudíž už není možné snižovat cenu. V případě strategie diferenciace produktu jsou na změnu ceny zákazníci obecně méně citliví. Odlišnosti produktu totiž přímo souvisí s jeho image, vlastnostmi a kvalitou. Tyto atributy pak přináší produktu jakousi přidanou hodnotu, která vytváří ochranu proti konkurenčnímu soupeření, protože zákazníci jsou osvědčené značce věrní. Dosažení diferenciace produkce může někdy bránit v získání velkého podílu na trhu. Často to totiž znamená vytváření dojmu exkluzivity, který je neslučitelný s velkým podílem na trhu.
Úspěšné zavedení diferenciace je životaschopnou strategií pro získání nadprůměrných výnosů v odvětví. Vytváří dobrou pozici pro vypořádání se s pěti konkurenčními silami, i když jiným způsobem než je prvenství v nákladech. Další výhodou, jak již bylo zmíněno, je to, že zákazníci jsou věrni osvědčené značce a tím i méně citliví vůči cenám. Výsledkem této strategie je i zvýšení ziskovosti.

## Rizika diferenciace
- Rozdíl v nákladech mezi konkurenty s nízkými náklady a společnostmi sledujícími strategii diferenciace může být příliš velký, než aby zákazníci zachovali loajalitu vůči dané značce. Zákazníci mohou oželet některé vlastnosti, služby nebo image produktu, aby dosáhli úspory v nákladech.
- Zákazníkova potřeba diferenciačního faktoru klesá – důsledek promyšlenějšího chování zákazníků.
- Imitace snižuje úroveň diferenciace, což je běžné, stává-li se odvětví vyspělejším[7]

## Dílčí strategie

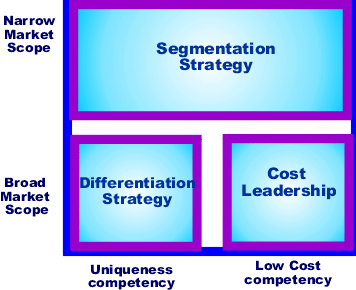
Strategie dle Portera

Diferenciace produktu je jedním ze tří strategických postupů pro získání konkurenční (strategické) výhody dle Portera. Mezi další dva strategické postupy pak patří prvenství v celkových nákladech a soustředění pozornosti. Tyto postupy jsou navzájem propojené, jak můžeme vidět na obrázku vpravo. Porterovy strategické postupy včetně diferenciace produktu předchází starší verze Ansoffova rozdělení strategií, kde se v tomto případě jedná o tzv. diverzifikaci. Na základě těchto studií později vznikly tyto dílčí strategie diverzifikace produktů.
Příbuzná/soustředná diverzifikace
Přidávání nových výrobků a služeb, které se vztahují k dosavadní hlavní činnosti podniku.
Nepříbuzná diverzifikace
Přidávání nových výrobků a služeb, které se nevztahují k dosavadní hlavní činnosti podniku.
Horizontální diverzifikace
Přidání nových výrobků a služeb, které se k dosavadní činnosti podniku nevztahují, jsou však zamýšleny pro prodej stávajícím zákazníkům této firmy.